# Noruegueses
Os Noruegueses (em norueguês: nordmenn) são um grupo étnico da Escandinávia e falam a língua norueguesa, uma das línguas germânicas. A maioria dos noruegueses vive na Noruega.